# Ethel Marshall
Ethel E. Marshall (* 6. Mai 1924 in Buffalo; † 12. Juni 2013 in Weinberg Campus, Getzville, New York) war eine US-amerikanische Badmintonspielerin.

## Karriere
Marshall lernte an der Bennett High School, danach ein Jahr an einer Business School und arbeitete dann 23 Jahre bei Bell Aircraft und 18 Jahre bei Borden, Inc. als Büromanagerin. Im Sport begann sie nach dem Zweiten Weltkrieg 21-jährig am YMCA in Buffalo mit Bea Massman zu trainieren. Ethel Marshall wurde 1957 mit dem US-amerikanischen Damenteam Weltmeisterin gemeinsam mit Judy Devlin, Margaret Varner, Lois Alston, Ethel Marshall, Beatrice Massman und Coach Connie Davidson. National gewann sie neun US-amerikanische kanadische Titel. Bis ins hohe Alter gab sie ihre Erfahrungen im Sport an die folgenden Generationen weiter. Im Tennis war sie 13 Jahre in Folge von 1948 bis 1960 Buffalo City Singles Champion. 1956 wurde sie in die US Badminton Hall of Fame aufgenommen, 1962 erhielt sie den Ken Davidson Award und 2002 wurde sie in die Hall of Fame der Bennett High School inkludiert.

## Erfolge
| Saison | Veranstaltung | Disziplin   | Platz | Name                              |
| ------ | ------------- | ----------- | ----- | --------------------------------- |
| 1947   | US Open       | Dameneinzel | 1     | Ethel Marshall                    |
| 1948   | US Open       | Dameneinzel | 1     | Ethel Marshall                    |
| 1949   | US Open       | Dameneinzel | 1     | Ethel Marshall                    |
| 1950   | US Open       | Dameneinzel | 1     | Ethel Marshall                    |
| 1951   | US Open       | Dameneinzel | 1     | Ethel Marshall                    |
| 1952   | US Open       | Damendoppel | 1     | Ethel Marshall / Beatrice Massman |
| 1952   | US Open       | Dameneinzel | 1     | Ethel Marshall                    |
| 1953   | US Open       | Dameneinzel | 1     | Ethel Marshall                    |
| 1956   | US Open       | Damendoppel | 1     | Ethel Marshall / Beatrice Massman |
| 1957   | Uber Cup      | Team        | 1     | USA                               |
| 1957   | Canadian Open | Mixed       | 1     | R. B. Williams / Ethel Marshall   |